# Сторожевая башня (Торопец)
Сторожевая башня — деревянное сооружение в Торопце Тверской области. Один из символов города. Это трехуровневое деревянное строение, установленное в сквере на пересечении улиц Ерёменко и Советской, рядом с Свято-Тихоновским монастырем.
На гербе Торопца изображена сторожевая башня и лук над нею. Торопецкая башня представляет собой бревенчатое сооружение, повторяющее элемент городского герба.
Сторожевая башня в Торопце была установлена в 1999 году, в честь 925-летия города.
Летом 2019 года вокруг башни был устроен сквер, поставлены скамейки, дорожки вымощены плиткой.

Рядом находятся библиотека и памятник Куропаткину. 

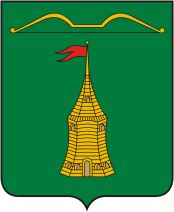
Герб Торопца.
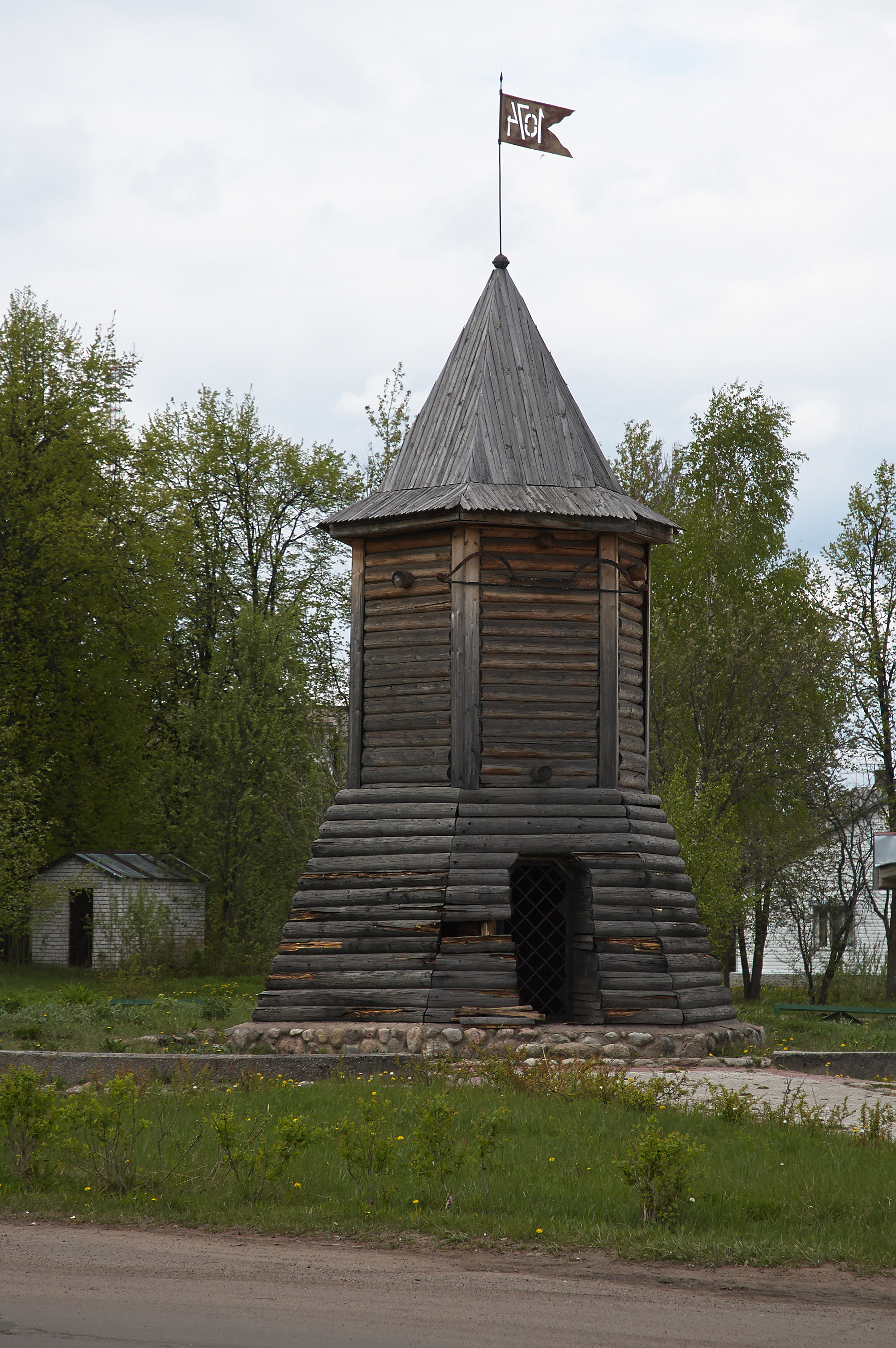
Башня в 2006 году.